# Тарасовка (Новоукраинский район)
Тарасовка (укр. Тарасівка) — село в Маловисковской городской общине Новоукраинского района Кировоградской области Украины.
До 2020 года входило в Маловисковский район
Население по переписи 2001 года составляло 50 человек. Почтовый индекс — 26243. Телефонный код — 5258. Код КОАТУУ — 3523180607.